# 블라디미르 구세프
블라디미르 알렉산드로비치 구세프(러시아어: Влади́мир Алекса́ндрович Гу́сев, 1945년 4월 25일 ~ )는 러시아의 미술사학자이다.